# Leptosiaphos rhodurus
Leptosiaphos rhodurus (п'ятипалий сцинк червоний) — вид сцинкоподібних ящірок родини сцинкових (Scincidae). Ендемік Демократичної Республіки Конго.

## Поширення і екологія
Червоні п'ятипалі сцинки мешкають на сході ДР Конго, в провінціях Манієма і Південне Ківу. Вони живуть у вологих тропічних лісах, серед опалого листя, на висоті до 1650 м над рівнем моря.